# Орловский, Бронислав Викентьевич
Бронислав Викентьевич Орловский — заслуженный деятель науки и техники Украины, доктор технических наук, профессор, специалист в области механики и автоматизации швейного производства.

## Биография
В 1963 году окончил механический факультет Киевского технологического института легкой промышленности (сейчас — КНУТД). По плану распределения молодых специалистов был направлен на преподавательскую работу в Киевский техникум легкой промышленности, где работал до 1970 г.
В 1970 году поступил в аспирантуру КТИЛП и досрочно защитил кандидатскую диссертацию. Кандидат технических наук (1973), доцент (1977).
В 1992 году защитил докторскую диссертацию «Научные основы проектирования автоматизированных машин в производстве одежды» (специальность «Машины и агрегаты лёгкой промышленности» — Москва, МТИЛП), профессор (1992).
На протяжении более 24 лет заведовал кафедрой под разными ее названиями: с 1977 года и по 1981 год кафедрой машин и аппаратов швейного и трикотажного производств, с 1991 года по 1998 — заведующий кафедрой машин и аппаратов обувного производства, с 1998 года по 2016 год — заведующий кафедрой машин легкой промышленности.

## Основные достижения
Научная работа посвящена научным основам проектирования автоматизированных машин легкой промышленности с микропроцессорным управлением.
Является автором 5 учебников и учебных пособий по оборудованию легкой промышленности, некоторые из которых были первыми в СССР из числа тех, что освещали научные основы создания автоматизированной швейной техники.
Руководитель научной школы «Совершенствование методов проектирования машин легкой промышленности».
Подготовил 6 кандидатов и 1 доктора технических наук, автор более 300 научных работ, в том числе 72 авторских свидетельств и патентов на изобретения СССР, Украины, России, Германии, Франции и Италии. На 2 года раньше, чем в Японии разработал швейный тренажер и швейную машину для незрячих. В сотрудничестве с Киевским радиозаводом (Минмашпром Украины) разработал бытовую многооперационную швейную машину МШБ-1 (соавтор проф. Пищиков В. А.).

## Основные публикации

### Диссертации
- Орловский Б. В. Исследование путем повышения качества обработки швейных изделий на паропрессах : автореферат дис. … кандидата технических наук : 05.19.04 / Киев. технол. ин-т легкой пром-сти. — Киев, 1973. — 34 с.
- Орловский Б. В. Научные основы проектирования автоматизированных машин в производстве одежды : автореферат дис. … доктора технических наук : 05.02.13. — Москва, 1992. — 54 c.

### Монографии, учебники, учебные пособия
- Орловский Б. В. Роботизация швейного производства / Б. В. Орловский. — Киев : Техніка, 1986. — 158 с.
- Орловский Б. В. Основы автоматизации швейного производства : учебник / Б. В. Орловский. — М. : Легпромбытиздат, 1988. — 246 с. ISBN 5-7088-0280-4
- Орловский Б. В. Научные основы работы и проектирования швейных машин и полуавтоматов с микропроцессорным управлением : учебное пособие / Б. В. Орловский. — К. : Вища школа, 1989. — 87 с.
- Піщіков В. О. Проектування швейних машин / В. О. Піщіков, Б. В. Орловський — К.: «Формат». — 2007. — 320 с.
- Ресурсоощадні технології та обладнання швейної та текстильної промисловості : монографія. В 2 ч. Ч. 1. Наукові основи та інженерні методи проектування ресурсоощадних технологій і обладнання швейної та текстильної промисловості / [В. Ю. Щербань, Б. В. Орловський, В. В. Чабан, В. Г. Здоренко, О. Ю. Чубукова та ін.]. — К. : КНУТД, 2015. — 334 с.
- Ресурсоощадні технології та обладнання швейної та текстильної промисловості : монографія. В 2 ч. Ч. 2. Шляхи підвищення ефективності швейної та текстильної галузей України на базі новітніх технологій та управління / [В. Ю. Щербань, Б. В. Орловський, В. В. Чабан, В. Г. Здоренко, О. Ю. Чубукова та ін.]. — К. : КНУТД, 2015. — 260 с.
- Орловський Б. В. Мехатроніка в галузевому машинобудуванні : навчальний посібник / Б. В. Орловський. ‒ К.: КНУТД. ‒ 2018. — 416 c.

## Награды
- «Заслуженный деятель науки и техники Украины» (2000)
- Почетный профессор КНУТД